# Pierre Brambilla
Pierre Brambilla (* 13. Februar 1919 in Villarbeney, Schweiz; † 13. Februar 1984 in Grenoble) war ein italienisch-französischer Radrennfahrer.
Pierre Brambilla wurde als Italiener in der Schweiz geboren, 1949 nahm er die französische Staatsbürgerschaft an. Er war Profi-Radrennfahrer von 1939 bis 1952.
1939 gewann Brambilla das Rennen Lyon–Grenoble–Lyon gemeinsam mit Giuseppe Martino. Bei der Vuelta a España 1942 belegte er Platz zwei in der Bergwertung, im selben Jahr die Bergwertung beim Circuit de France. Das Eintagesrennen Tour de Haute-Savoie gewann er 1943. 1947 siegte er im Eintagesrennen Paris–Clermont-Ferrand. Zudem konnte er zahlreiche kleinere Rennen für sich entscheiden. 1946 siegte er im Etappenrennen Tour de l’Ouest.
Fünfmal startete Brambilla bei der Tour de France. Am erfolgreichsten war er im Jahre 1947, als er zwei Tage lang bis zur letzten Etappe das Gelbe Trikot trug. Doch auf der letzten Etappe von Caen nach Paris gelang es den Franzosen Jean Robic und Edouard Fachleitner noch, ihm den Toursieg abzujagen. Brambilla wurde Dritter, gewann aber die Bergwertung. Er ist damit einer von drei Fahrern (neben Herman Van Springel (1968) und Laurent Fignon (1989)), der am letzten Tag der Tour noch die Gesamtwertung aus der Hand gab.
Pierre Brambilla – Spitzname La Brambille – war ein Neffe des Radrennfahrers Cesare Brambilla, der 1906 die Lombardei-Rundfahrt gewann.